# Gelukkig je bent er
Gelukkig je bent er (Originele titel: Thank God You're Here)  is een Australisch amusementsprogramma van Network Ten en wordt gepresenteerd door Shane Bourne.
In het programma worden vier bekende mensen in een scène gezet, zonder enkel script. Het is hun taak om in de meest onmogelijke situaties op een leuke manier te reageren op wat de vaste acteurs hun voorschotelen. Op het einde spelen zij samen in een scène.

## Internationaal
Het format is verkocht aan verschillende landen zoals België, Denemarken, Duitsland, Israël, Rusland, Zweden en de Verenigde Staten. In Nederland heet het programma Gelukkig je bent er en wordt gepresenteerd door Carlo Boszhard. Het programma is voor het eerst verschenen op de Nederlandse buis op vrijdag 01 september 2006.

## Nederlandse programmering
Oorspronkelijk stond het programma geprogrammeerd op de vrijdagavond, tegelijk met SBS6 's Sterren dansen op het ijs. Dit resulteerde in 462.000 kijkers voor de eerste aflevering. 
Een herhaling op de zondagavond trok 889.000 kijkers.
Het programma werd daarom verplaatst naar de zondagavond, na de uitslag van RTL's Dancing on Ice. Op de vrijdagavond zond men toen herhalingen van Baantjer uit.